# Gülcan Mıngır
Gülcan Mıngır (Afyonkarahisar, 21 de maig de 1989) és una atleta turca de curses de mitjana distància. Mıngır és especialista de les curses 3000 metres obstacles, campiona d'Europa 2012, amb una marca de 9:32.36 a Hèlsinki.